# Kall fusion
Kall fusion är ett hypotetiskt fysikaliskt fenomen, där sammansmältning, fusion, av atomkärnor förmodas ske vid förhållandevis låg temperatur och lågt tryck, till skillnad från vanlig fusion som sker vid mycket höga temperaturer, till exempel i solen.  Kall fusion av vätekärnor skulle kunna ge näst intill gratis energi, eftersom man kan använda vanligt vatten som bränsle. Rådande teorier pekar på att kall fusion är omöjligt, men vissa forskare hävdar att det finns experiment som demonstrerar kall fusion. Ett aktuellt men ifrågasatt exempel på ett sådant experiment är Energy Catalyzer ("Energikatalysator", E-Cat). E-Cat är en uppfinning av en italiensk entreprenör vid namn Andrea Rossi. Oberoende forskare har dock aldrig kunnat upprepa resultaten. Den vanligaste experimentella uppsättningen är någon sorts elektrolytisk cell. Andra metoder har prövat en typ av termisk katalysreaktor, myonkatalys eller ultraljudsinducerad kavitation.
Eftersom det finns en lång historia av bedrägerier i samband med fritt tillgänglig energi, har forskarvärlden intagit en kraftigt skeptisk hållning till alla nya påståenden om lyckad kall fusion.

## Historik
Termen "kall fusion" myntades av Paul Palmer vid Brigham Young University 1986 i samband med undersökningar kring "geo-fusion," eller den möjliga existensen av fusion i en planets kärna.

### Tidiga arbeten
Intresset att ur väte kunna tillverka helium växte fram på 1920-talet som en möjlighet att till låg kostnad få fram en säkrare lyftgas till luftskepp än väte. Palladiums speciella förmåga att absorbera väte hade Thomas Graham insett redan på 1800-talet. Kall fusion kom därför huvudsakligen att kretsa runt idén att  palladium (eller titan) skulle kunna katalysera fusion genom dessa metallers speciella egenskap att kunna absorbera stora mängder väte, inklusive dess isotop deuterium. Hoppet stod till att deuteriumatomer skulle komma tillräckligt nära samman för att inducera fusion vid vanliga temperaturer.

### I Sverige
År 1927 hävdade den svenske fysikern John Tandberg att han hade lyckats smälta samman väte under tryck till helium i en elektrolytisk cell med palladiumelektroder. På basis av detta arbete ansökte han om svenskt patent för "a method to produce helium and useful reaction energy". Samtidigt hade två tyska vetenskapsmän, F. Paneth och K. Peters rapporterat om transformation av väte till helium genom spontan kärnkatalys, då väte fick adsorberas av finfördelad palladium vid rumstemperatur.
Dessa författare tillkännagav senare att det helium som de mätt upp, hade sin källa i den omgivande luften. Till följd av denna Paneth & Peters reträtt, så blev Tandbergs patentansökan till slut avslagen. Efter det att deuterium upptäckts 1932, fortsatte Tandberg sina experiment med tungt vatten nu med siktet klart inställt på energiutbytets möjligheter. Några större mängder helium lär han inte ha åstadkommit och intresset falnade med luftskeppet Hindenburg, trots att det på sin sista färd 1937 hade laddats med vätgas.

### Pons och Fleischmann återuppväcker idén
Mest uppmärksamhet har de två forskarna Stanley Pons från USA och Martin Fleischmann från Storbritannien väckt. I mars 1989 på University of Utah rapporterade de att de i ett elektrolysliknande experiment med vätgasmättade palladium-elektroder fått ut mer energi än vad som krävdes för att underhålla reaktionen. Det gick en högljudd susning genom vetenskapsvärlden, vilken dock snabbt dämpades av att många forskare som försökte upprepa försöket misslyckades, och av bland annat MIT-forskare som hävdade att detta var en bluff eller ett missförstånd. Pons och Fleischmann fick utstå mycket kritik och valde till slut att inte jobba mer i USA.
Under de följande åren kom flera böcker ut som kritiserade såväl metoder för kallfusionsforskning som kallfusionsforskarnas uppträdande. Det vetenskapliga samfundet har intagit en fortsatt skeptiskt hållning till ämnet, både på grund av den bristen på experimentell reproducerbarhet och kall fusions teoretiska orimlighet.

## Pågående arbeten

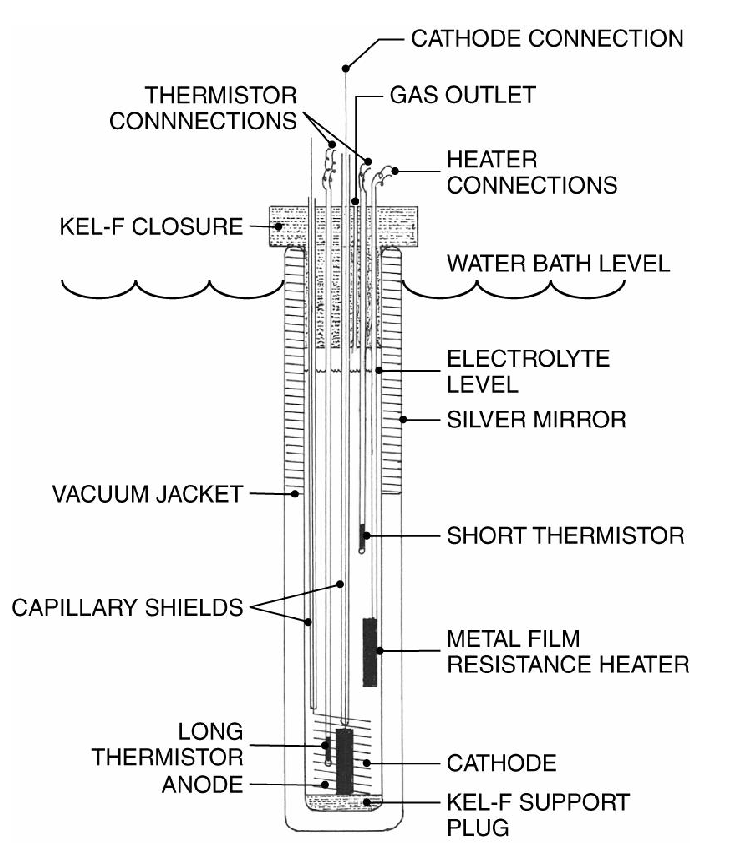
Skiss på en typ av öppen kalorimeter som New Hydrogen Energy Institute i Japan använde

En liten men enträgen grupp kallfusionsforskare fortsatte ändå att tämligen okoordinerat göra experiment med Fleishmann och Pons elektrolysuppsättning trots forskarsamhällets avfärdande. En ny aktör dök upp på denna arena 2011 med ett påstått genombrott för en variant som ytligt ser ut som en lågenergetisk transmutation av nickel och väte.

### Japanskt engagemang
År 1992 flyttade Fleischmann och Pons själva sitt laboratorium till Frankrike med anslag från Toyota Motor Corporation. Laboratoriet IMRA stängdes 1998 efter att ha spenderat 12 miljoner pund på arbete med kall fusion.
Mellan 1992 och 1997 sponsrade Japans MITI (ministerium för internationell handel och industri) ett "Nytt Program för Vätgasenergi" på 20 miljoner dollar till forskning kring kall fusion. När slutet av programmet tillkännagavs 1997, konstaterade chefen och tidiga förespråkaren för kall fusionsforskning Ikegami Hideo: "Vi kunde inte uppnå det som inledningsvis hävdades när det gäller kall fusion" och tillade att man inte fann någon anledning att föreslå mer pengar för det kommande året eller för framtiden. Dr. Tadahiko Mizuno vid Avdelningen för kärnteknik på 
Hokkaido University har rapporterat från dessa ansträngningar.
Andra intressenter kring japanska försök har funnits, även svenska. Hidetsugu Ikegami vid Uppsala universitet och Sakaguchi Dennetsu KK R & D Center studerade "ultratät" kärnfusion i vätskeformig metallisk litium med rapport till Energimyndigheten och Naturvårdsverket 2006.

### I USA

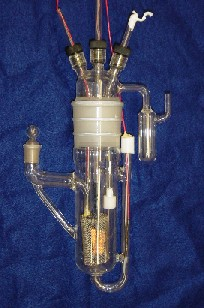
Cell för kall fusion vid US Navy Space and Naval Warfare Systems Center, San Diego (2005)

I februari 2002 avslöjade den amerikanska flottan att forskare vid deras Space and Naval Warfare Systems Center i San Diego, Kalifornien i tysthet hade studerat kall fusion fortlöpande sedan 1989, genom att släppa en två volymers rapport "Thermal and nuclear aspects of the Pd/D2O system" med en vädjan om ekonomiskt stöd.

### Indien
På 1990-talet hade även Indien upphört att forska på kall fusion på grund av forskarsamhällets avvisande attityd och USA:s kritiska hållning.
En demonstration i Bangalore 2008 av den japanska forskaren Arata Yoshiaki återupplivade dock ett visst intresse för kall fusion forskning i Indien. Projekten har påbörjats vid flera centra såsom Bhabha Atomic Research Centre och National Institute of Advanced Studies har också rekommenderat den indiska regeringen att återuppliva denna forskning.

### Italien – Kall fusion av nickel-väte (Ni-H)?
Sedan 1989 har olika arbetsgrupper och industrier studerat kall fusion även i Italien. Medan biofysikern Francesco Piantelli detta år bedrev studier på prover av organiskt material (Gangliosider placerade i en atmosfär av väte och på ett stöd av nickel) vid Universitetet i Siena, fann han att det uppstod en onormal värmeproduktion. Han berättade om sitt observerade fynd för Sergio Focardi, fysiker vid Universitetet i Bologna, och de två beslöt att skapa en arbetsgrupp under Roberto Habel, medlem i INFN vid Universitetet i Cagliari, i syfte att ytterligare granska orsaken till den termiska anomalin. Piantelli har alltid påtalat att värdet av denna upptäckt främst beror på det lyckliga sammanträffandet att ha gjort sin biofysikforskning på gangliosider, precis under den stora mediala debatten efter Fleischmanns och Pons tillkännagivande. Det var en period då termen kall fusion hade blivit vardagsmat och motiverade en mer noggrann undersökning av fenomen med avvikande värmeutsläpp , såsom det han uppdagat.   

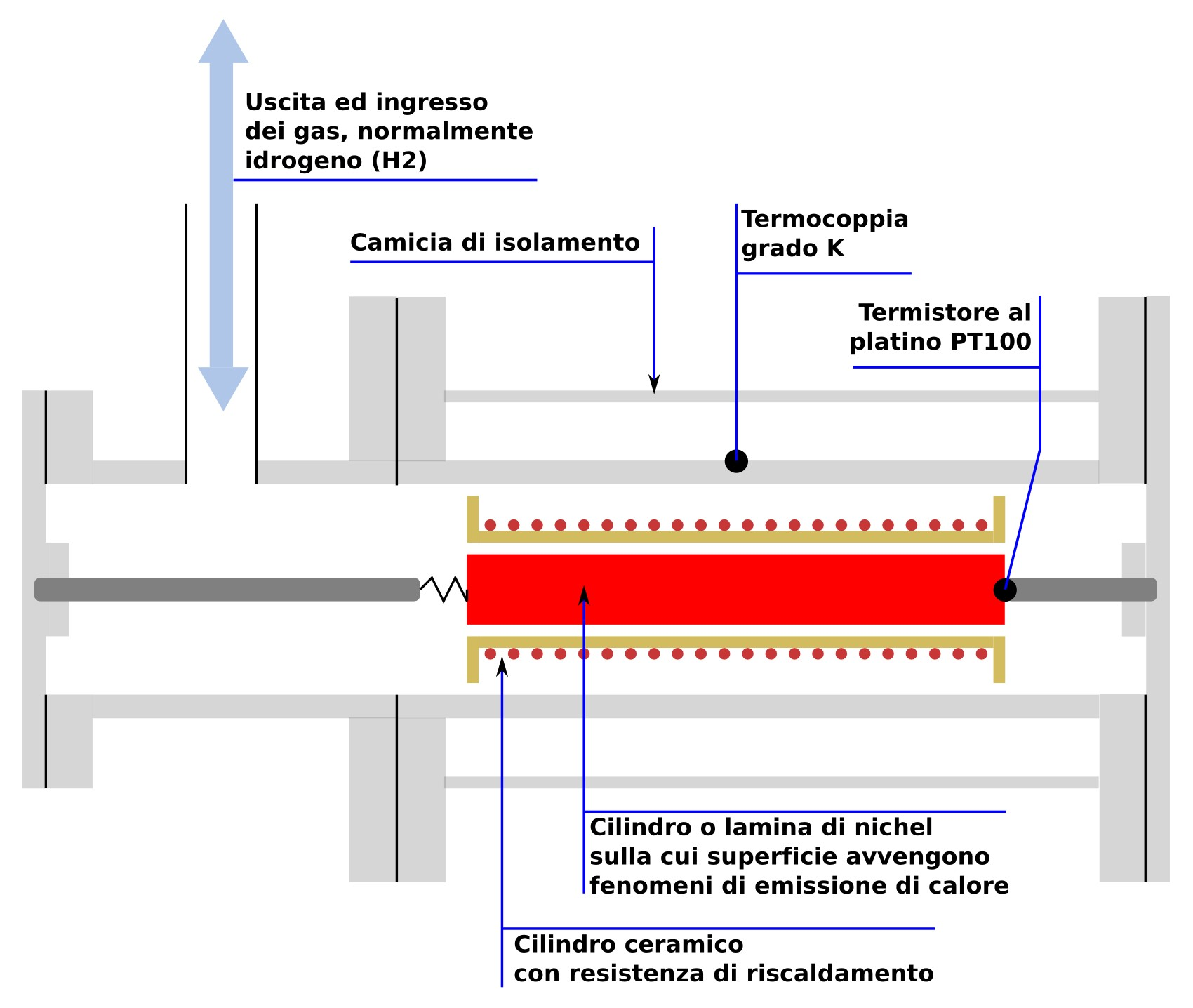
Skiss av nickel-väte-reaktorn, som Focardi och Piantelli tog fram för att mäta eventuell överskottsvärme

I februari 1994, vid en presskonferens i Aula Magna vid Universitetet i Siena, tillkännagav Focardi med flera att en ny process för energiproduktion utvecklats med lågenergikärnreaktioner (LENR), fundamentalt annorlunda än Fleischmanns och Pons apparat.
Denna process bygger på att använda en stång av nickel, som med hjälp av en elektrisk resistans hålls vid en temperatur på ca 200–400 °C och laddas med väte genom en viss process.
Energy Catalyzer (energikatalysator) är en konstruktion av italienaren Andrea Rossi, som bygger vidare på Focardis arbete. Den har fått uppmärksamhet specifikt i svenska medier men har ännu inte har kunnat verifieras i oberoende experiment. Konstruktionen möjliggör enligt Rossi kärnfusion av nickel och väte till kopparatomer, under tillsättning av hemliga katalysatorer. Vid en sådan kärnfusion kan man förvänta sig en avvikande isotopsammansättning på det pulver som enligt Rossi är restprodukt. Det innehåller dock nickel och koppar med naturlig isotopsammansättning enligt inledande mätningar i ett svenskt laboratorium. Nationellt resurscentrum för fysik har gjort en kritisk granskning av såväl de experimentella som teoretiska förutsättningarna för processen.
Positiva resultat från två tredjepartstester av en ny högtemperaturversion publicerades i maj 2013 av två italienska och fem svenska forskare i en artikel på arxiv. 
En ännu inte referentgranskad mätrapport från ett nytt lyckat försök med denna apparat i oktober 2014 visar dessutom en betydande ökning av isotopen Nickel-62.

#### Grekland
Det 2011 nybildade grekiska bolaget Defkalion Green Technologies, som uppgavs ämna bygga ett värmesystem baserat på Rossis uppfinning, men sedan inte kom överens med Rossi har dock fortsatt sina kundkontakter och utvecklat egen liknande teknik. Defkalion bjuder nu in universitet och företag att testa grundtekniken i sina produkter. Tekniken uppges bygga på LENR (Low Energy Nuclear Reactions).

## Andra metoder

### Kall fusion med myoner
Myonkatalyserad fusion (μCF) är en process som kan låta fusion äga rum vid betydligt lägre temperaturer än vad som krävs vid termonukleär fusion. Andrej Sacharov förutsade möjligheten redan före 1950, men fenomenet observerades först 1957. Metoden kan reproduceras pålitligt med rätt utrustning och har studerats ingående, inte minst i Japan, där Nagamine Kanetada från 1988 ägnat sig åt denna väg till kall fusion.
Man använder en deuterium- och en tritiumatom, där man bytt ut en elektron mot en myon. Myoner är precis som elektroner negativt laddade, men har 207 gånger så stor massa. Den stora massan tvingar myonerna att ta en snävare "bana" kring atomkärnan, vilket komprimerar atomen. När tritiumatomen blir mindre, kan de båda atomerna komma så pass nära varandra att de slås ihop. Restprodukterna blir i så fall en neutron, en alfapartikel och en myon som kan användas i nästa cykel. Nagamine har fortsatt att förbättra effektiviteten på myonerna och att förminska de repellerande krafterna mellan alfapartiklarna och myonerna, från 1998 vid RIKEN. Även andra har undersökt metoden men ifrågasatt dess energibalans, eftersom mycket energi går åt till att tillverka myoner, och de nya myonerna ofta sönderfaller innan de hinner delta i processen.
Därför är den allmänna uppfattningen att dess skrala energibalans kommer hindra den från att någonsin bli en praktisk energikälla.

## Årlig internationell konferens
En konferens International Conference on Cold Fusion (ICCF) organiseras varje år sedan 1990 av The International Society for Condensed Matter Nuclear Science. Konferensdeltagare inbegriper "en blandning av professionella vetenskapsmän, tillsammans med pensionerade och amatörvetenskapare, ingenjörer, tekniker, ett antal företagare, uppfinnare, och intresserade lekmän."
| Konferens | År     | Värdorganisation                                                  | Plats                       | Ordförande                                              | Ref           |
| --------- | ------ | ----------------------------------------------------------------- | --------------------------- | ------------------------------------------------------- | ------------- |
| ICCF-1    | (1990) | National Cold Fusion Institute                                    | Salt Lake City, Utah        | Fritz Will                                              | [ 35 ] [ 37 ] |
| ICCF-2    | (1991) |                                                                   | Como, Italien               | Tullio Bressani, Emilio Del Giudice, Giuliano Preparata | [ 35 ] [ 38 ] |
| ICCF-3    | (1992) |                                                                   | Nagoya, Japan               | Hideo Ikegami                                           | [ 35 ] [ 39 ] |
| ICCF-4    | (1993) | (Proceedings publicerade av American Nuclear Society)             | Lahaina, Hawaii             | Thomas Passell, Michael McKubre                         | [ 35 ] [ 41 ] |
| ICCF-5    | (1995) |                                                                   | Monte Carlo, Monaco         | Stanley Pons                                            | [ 35 ] [ 42 ] |
| ICCF-6    | (1996) |                                                                   | Hokkaido, Japan             | Makoto Okamoto                                          | [ 35 ] [ 43 ] |
| ICCF-7    | (1998) |                                                                   | Vancouver, Kanada           | Fred Jaeger                                             | [ 35 ] [ 44 ] |
| ICCF-8    | (2000) | Italian Physical Society                                          | Lerici i La Spezia, Italien | Francesco Scaramuzzi                                    | [ 35 ] [ 45 ] |
| ICCF-9    | (2002) | Tsinghuauniversitetet **                                          | Beijing, Kina               | Xing Zhong Li                                           | [ 35 ] [ 46 ] |
| ICCF-10   | (2003) | MIT                                                               | Cambridge, Massachusetts    | Peter L. Hagelstein, Scott Chubb                        | [ 35 ]        |
| ICCF-11   | (2004) |                                                                   | Marseille, Frankrike        | Jean-Paul Biberian                                      | [ 35 ] [ 48 ] |
| ICCF-12   | (2005) | Japan CF-Research Society (JCF)                                   | Yokohama, Japan             | Akito Takahashi                                         | [ 35 ] [ 49 ] |
| ICCF-13   | (2007) |                                                                   | Sotji, Ryssland             | Yuri Bazhutov                                           | [ 35 ] [ 50 ] |
| ICCF-14   | (2008) |                                                                   | Washington DC               | David Nagel, Michael Melich                             | [ 35 ] [ 51 ] |
| ICCF-15   | (2009) | ENEA **                                                           | Rom, Italien                | Vittorio Violante                                       | [ 35 ] [ 52 ] |
| ICCF-16   | (2011) | Indian Physics Association (IPA) and Indian Nuclear Society (INS) | Chennai, Indien             | Mahadeva Srinivasan, P. K. Iyengar                      | [ 35 ] [ 53 ] |
| ICCF-17   | (2012) | KAIST **                                                          | Daejeon, Sydkorea           | Sunwon Park, Frank Gordon                               | [ 35 ] [ 54 ] |
| ICCF-18   | (2013) | University of Missouri **                                         | Columbia, Missouri          | Robert Duncan, Yeong Kim                                | [ 35 ] [ 55 ] |

** Dessa organisationer är konferensens officiella värdar/sponsorer.